# Heroldo de Esperanto
Heroldo de Esperanto (często używany akronim w języku esperanto: HdE) – czasopismo w języku esperanto dotyczące ruchu esperanckiego. Do 31 grudnia 1924 wydawane pod tytułem Esperanto Triumfonta (Esperanto, które zatriumfuje); od stycznia 1925 ukazywało się jako Heroldo de Esperanto (Herold esperanta).

## Historia

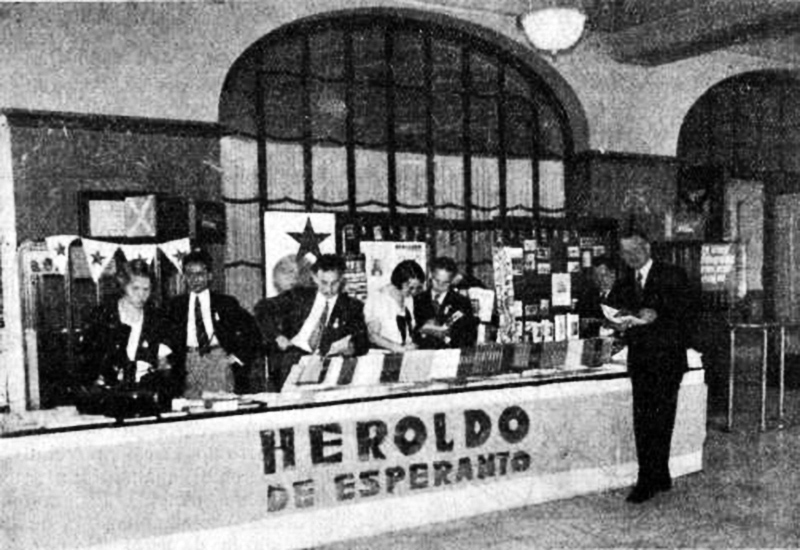
Stoisko Heroldo de Esperanto podczas Światowego Kongresu w Kolonii, 1933

Czasopismo założone w 1920 w Kolonii przez niemieckiego dziennikarza i esperantystę Teodora (Teo) Junga pod nazwą Esperanto Triumfonta. W okresie międzywojennym ukazywało się jako tygodnik, z wyjątkiem kongresu esperanckiego w 1933, gdy publikowane było codziennie. W 1936 władze hitlerowskich Niemiec, coraz bardziej zwalczające ruch esperancki, skonfiskowały maszynę drukarską i zamknęły pismo. Teo Jung wyemigrował do Holandii, gdzie ponownie uruchomił wydawanie czasopisma, które stało się organem Międzynarodowej Ligi Esperanckiej (Internacia Esperanto-Ligo), powstałej po wydzieleniu się ze Światowego Związku Esperanta (Universala Esperanto-Asocio, UEA).
Po II wojnie światowej czasopismo ponownie odrodziło się – w założeniach jako półmiesięcznik, faktycznie wychodziło co trzy tygodnie, nadal pod kierownictwem Junga i w opozycji do UEA. W 1962 prowadzenie gazety przejęła polska esperantystka, która wyemigrowała z armią Andersa – Ada Fighiera-Sikorska i redagowała ją aż do śmierci w 1996. Czasopismo nosiło podtytuł La plej ofta sendependenda gazeto de la Esperanto-movado (najczęściej ukazująca się niezależna gazeta ruchu esperanckiego).
W 1996 gazeta została przejęta przez LF-Koop (Kooperativo de Literatura Foiro). Kolejnymi redaktorami czasopisma byli m.in.: Perla Martinelli, Marie-France Conde Rey, Aneto Muhlemann i Dieter Rooke. „Heroldo de Esperanto” nadal pozostawał czasopismem niezależnym i prezentującym różne punkty widzenia. Obecnie nosi podtytuł Trisemajna informa gazeto pri la esperanta mondo (trzytygodniowa gazeta informacyjna o świecie esperanckim), w ciągu roku ukazuje się 17 numerów.
Jeden z numerów gazety pojawia się jako rekwizyt w polskim filmie Nie lubię poniedziałku z 1971 r., w scenie na lotnisku.